# Кандиано-Попеску, Александру
Александру Кандиано-Попеску (рум. Alexandru Candiano-Popescu; 1 января 1841, Липия, жудец Бузэу, Княжество Валахия — 25 июня 1901, Тырговиште) — румынский военный и политический деятель, военачальник, генерал, журналист, редактор, революционер, известный тем, что был лидером Республики Плоешти (8-9 августа 1870 года).

## Биография
В 1854 году поступил в военную артиллерийскую школу, в 1859 окончил её подпоручиком. Позже была докторантура в Италии.
С 1864 г. — капитан.
Принял участие в заговоре, так называемой, Чудовищной коалиции, в результате которого 10-11 февраля 1866 был низложен господарь Объединённого княжества Валахии и Молдавии Александру Иона Куза.
В 1867 году ушёл в отставку и начал сотрудничать с газетами и был редактором Perseverenţa и Democratia, в которых выражал демократические идеи. Обвинённый в «агитации против власти», трижды арестовывался, в том числе, один раз в Австро-Венгрии, где несколько недель провёл в тюрьме крепости Арад.
В августе 1870 года принял участие в восстании против власти Гогенцоллернов и господаря Кароля I в Плоешти. Был лидером самопровозглашённого государственного образования в Плоешти — Республика Плоешти, просуществовавшей одни сутки — с 8 на 9 августа 1870 года. Объявив себя «президентом республики», успел назначить нескольких своих соратников на высокие посты.
Выступление было подавлено, и Кандиано-Попеску с 40 другими участниками был обвинён в государственной измене, но суд в Тырговиште оправдал их.
В 1877 году, после начала войны за независимость Румынии (1877—1878) против Османской империи, Кандиано-Попеску, хотя он был в то время депутатом румынского парламента, вернулся в армию.
Командуя батальоном егерей, организованным за счёт своих средств, принял участие во взятии Гривицы, за что император Александр II наградил его Орденом Святого Георгия.
В 1878—1879 г. командовал дивизией и корпусом.
В 1879 г. назначен префектом полиции Бухареста.
В 1880 году он стал адъютантом господаря Кароля I, должность, которую занимал в течение 12 лет. В 1894 году повышен в звании до генерала кавалерии.

## Избранные публикации
- Războiul neatârnării.
- Istorie critică.
- Asaltul şi luarea redutei Griviţa (1913).
- Amintiri din viaţa-mi (1924)